# Elekes Emma

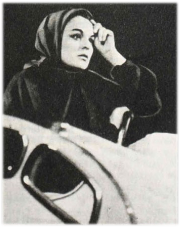
1962-ben

Elekes Emma (Kolozsvár, 1932. szeptember 17. – Marosvásárhely, 2019. április 6.) romániai magyar színésznő, 2010-től a Harag György Társulat örökös tagja. Kovács Ferenc rendező felesége, Kovács András Ferenc Kossuth-díjas költő édesanyja.

## Életút
1953-ban a marosvásárhelyi Szentgyörgyi István Színművészeti Intézetben végzett. Annak az évfolyamnak kiemelkedő színésznője, amely Harag György vezetésével megalapította a nagybányai, a későbbi szatmári magyar színházat. Nem hagyományos drámai alkotásokban is sikerrel szerepelt, volt érzéke az ironikus hangvételű szerepépítkezés iránt.
Elekes Emma viszonylag hamar, 57 évesen vonult nyugdíjba, elmondása szerint nem azért, mert beleunt a próbákba, a színházi életbe, hanem mert a nyolcvanas évek politikai helyzete, a munkakörülmények ellehetetlenítették az alkotást. Szatmáron kívül Kolozsvárott és Nagybányán is élt, dolgozott. Az egykori próbafolyamatokra visszaemlékezve megjegyzi, hogy szerette az olvasó-elemző próbákat, melyeken az irodalmi titkár – kezdetben férje, Kovács Ferenc – folyamatosan jelen volt. Felkészült a darab elemzésével, felkészült a korból, amelyben a darab játszódott, és afféle előadást tartott a színészeknek ebből. Páll Árpád kritikus azt írta egyik szerepéről, hogy Elekes Emma nemcsak megjelenése, hanem a lényéből áradó frissesség, játékosság, mókázó kedv alapján volt olyan, mint egy igazi kamaszlány.

## Fontosabb szerepek
A Színházi adattárban regisztrált bemutatóinak száma: 102.
- Júlia (Rómeó és Júlia)
- Eliza (Pygmalion)
- Kata (A makrancos hölgy)
- Tóth Flóra (A tanítónő)
- Polly (Koldusopera)
- Caesonia (Caligula)
- Gittel Mosca (Libikóka)
- Mása (Három nővér)
- Ophelia (Hamlet)
- Rozika (Úri muri)
- Martha (Nem félünk a farkastól)
- Nóra (Nóra)

## Filmszerepek
- Mama (Gondolj rám, 2016)